# 国王そを欲す

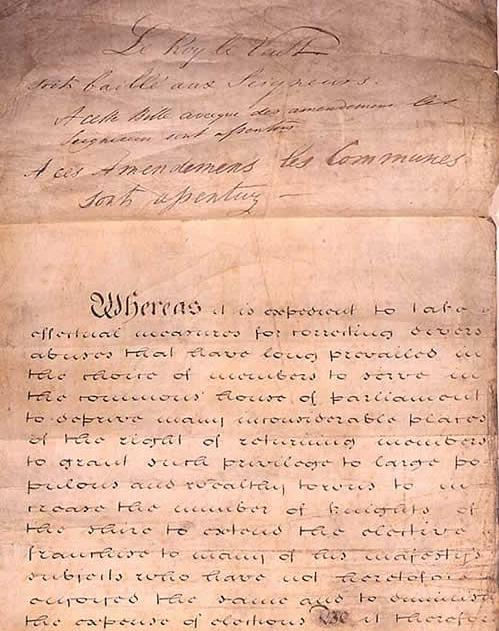
1832年改革法が書かれている羊皮紙の巻物。巻物の最初には書記官が記録した、国王ウィリアム4世による裁可が記載されている。原文：Le Roy le Veult soit baillé aux Seigneurs. A cette Bille avecque des amendemens les Seigneurs sont assentuz. A ces Amendemens les Communes sont assentuz.

国王そを欲す（こくおうそをほっす、アングロ＝ノルマン語: Le Roy le veult）、または女王そを欲す（こくおうそをほっす、La Reyne le veult）は、アングロ＝ノルマン語の成句。連合王国議会において、君主が公法案（議員提出法案を含む）に裁可を与えたことを示すときに使われる。
1066年のノルマン・コンクエストから1488年まで議会と司法の事務に（知識人層の言語とされた）フランス語が使われていた時代の名残であり、現代では議事進行で引き続き使用される数少ないアングロ＝ノルマン語成句の1つである。
カナダ議会ではこの成句の英語と現代フランス語版が国王の裁可の儀式に使われており、アングロ＝ノルマン語は使われていない。

## 使用
「国王／女王そを欲す」という成句は法案が正式な法律になることについて、君主が裁可を与えたことを示す。流れとしては貴族院において、大法官が国王代表（Lords Commissioners）の臨席のもと、法案の特許状を読み上げた後、国王書記官（Clerk of the Crown in Chancery）が法案の略称を読み上げ、最後に貴族院事務総長が議場の「手すり」で庶民院に対し成句を読み上げる、という順番である。また、裁可が与えられたことを示すため、この成句は法案文書自体にも書かれる。
裁可が拒否された場合、「国王／女王深慮せん」（Le Roy s'avisera/La Reyne、法律ラテン語の婉曲語句Rex/Regina consideretと同義）が使われるが、イギリスの君主が裁可を拒否したのはアン女王が1708年にスコットランド民兵法案に対し拒否権を行使したのを最後に現代までおこっていない。
金銭法案への裁可では「国王／女王良民の奉仕を多としかくのごとく欲す」（Le Roy/La Reyne remercie ses bons sujets, accepte leur benevolence, et ainsi le veult）が使われる。また、私法案への裁可では「望まるるがままになさしめよ」（Soit fait comme il est désiré）が使われる。

## 歴史
国王が裁可を与えるという慣習は初期の議会において、国王がなんらかの規定を法律に定める意向を示したいという理由で生まれた。最初はラテン語が使われたが、やがてアングロ＝ノルマン語が知識人層と法律における標準語になった（ただし、ラテン語はその後も並行して使われた）。イングランド議会の議事はエドワード3世の治世（1327年 – 1377年）後期までフランス語のみで行われ、以降もヘンリー6世の即位（1422年）までは英語が使われることが稀だった。国王の裁可は英語で与えられることもあったが、主としてはフランス語のほうが多かった。そして、制定法をフランス語やラテン語で記録するという慣例はヘンリー7世の治世中の1488年に廃止され、以降の制定法は英語で出版された。
「国王そを欲す」の成句はアイルランド王国議会（13世紀 – 1800年）でも使用された。
護国卿時代において、護国卿（オリヴァー・クロムウェルとリチャード・クロムウェル）が統治した時期では裁可が英語で与えられた。その後、1660年のイングランド王政復古に伴いアングロ＝ノルマン語の使用が復活した。貴族院は1706年に議会と司法事務におけるフランス語の使用を廃止する法案を可決したが、庶民院で可決されず廃案となった。また、宮廷においてはフランス語の使用がジョージ2世の在位中の1731年に廃止されたが、これは議会には影響しなかった。